# Paranchialina
Paranchialina är ett släkte av kräftdjur. Paranchialina ingår i familjen Mysidae.
Kladogram enligt Catalogue of Life:
| Paranchialina | \| \| Paranchialina angusta \| \| \| \| \| \| Paranchialina secunda \| \| \| \| |
|               | \| \| Paranchialina angusta \| \| \| \| \| \| Paranchialina secunda \| \| \| \| |
|               | Paranchialina angusta                                                           |
|               |                                                                                 |
|               | Paranchialina secunda                                                           |
|               |                                                                                 |